# Catteville
Catteville – miejscowość i gmina we Francji, w regionie Normandia, w departamencie Manche.
Według danych na rok 1990 gminę zamieszkiwało 106 osób, a gęstość zaludnienia wynosiła 23 osoby/km² (wśród 1815 gmin Dolnej Normandii Catteville plasuje się na 780. miejscu pod względem liczby ludności, natomiast pod względem powierzchni na miejscu 916.).